# Gombo Bielgajew
Gombo Cybikowicz Bielgajew (ros. Го́мбо Цы́бикович Бельга́ев, ur. 1904 w ułusie Charagun w guberni irkuckiej, zm. 1983) – radziecki działacz partyjny i państwowy.

## Życiorys
W latach 1921–1926 był sekretarzem, przewodniczącym rady somonnej, izbaczem i zastępcą przewodniczącego komitetu wykonawczego rady choszskiej w Buriacko-Mongolskiej ASRR, 1926-1928 służył w Armii Czerwonej. Od 1926 należał do WKP(b), 1928-1929 był słuchaczem szkoły budownictwa radzieckiego i partyjnego w Irkucku, od 1929 kierownikiem Wydziału Kulturalno-Propagandowego Tunkinskiego Ajmakowego Komitetu WKP(b) w Buriacko-Mongolskiej ASRR, potem do 1932 kierownikiem Wydziału Kulturalno-Propagandowego Aginskiego Ajmakowego Komitetu WKP(b) w Buriacko-Mongolskiej ASRR, 1932-1933 studiował w Instytucie im. Arimanowa w Moskwie. Od 1933 do stycznia 1935 i ponownie od kwietnia do sierpnia 1937 był redaktorem gazety "Buriat-Mogołon Unen" ("Buriacko-Mongolska Prawda"), od stycznia 1935 do kwietnia 1937 słuchaczem leningradzkich kursów redaktorów-tłumaczy, a od sierpnia 1937 do 6 lipca 1938 przewodniczącym Centralnego Komitetu Wykonawczego (CIK) Buriacko-Mongolskiej ASRR. W październiku-listopadzie 1937 był p.o. przewodniczącego Rady Komisarzy Ludowych Buriacko-Mongolskiej ASRR, 1937-1938 dyrektorem Buriacko-Mongolskiego Naukowo-Badawczego Instytutu Języka, Literatury i Historii, od lipca 1938 do 25 czerwca 1940 przewodniczącym Prezydium Rady Najwyższej Buriacko-Mongolskiej ASRR, a 1939-1943 ponownie dyrektorem Buriacko-Mongolskiego Naukowo-Badawczego Instytutu Języka, Literatury i Historii. W styczniu 1940 został szefem Zarządu ds. Wydawnictw przy Radzie Komisarzy Ludowych Buriacko-Mongolskiej ASRR, od lutego 1943 do maja 1946 był zastępcą przewodniczącego Rady Komisarzy Ludowych/Rady Ministrów Buriacko-Mongolskiej ASRR, a od maja 1946 do czerwca 1948 dyrektorem Buriacko-Mongolskiego Naukowo-Badawczego Instytutu Kultury i Ekonomii. Od 1948 pracował w Leningradzkim Uniwersytecie Państwowym, 1953 został dyrektorem Buriacko-Mongolskiego Teatru Opery i Baletu. Był odznaczony Orderem Czerwonego Sztandaru Pracy.